# 聖マリア大聖堂 (グラスゴー)

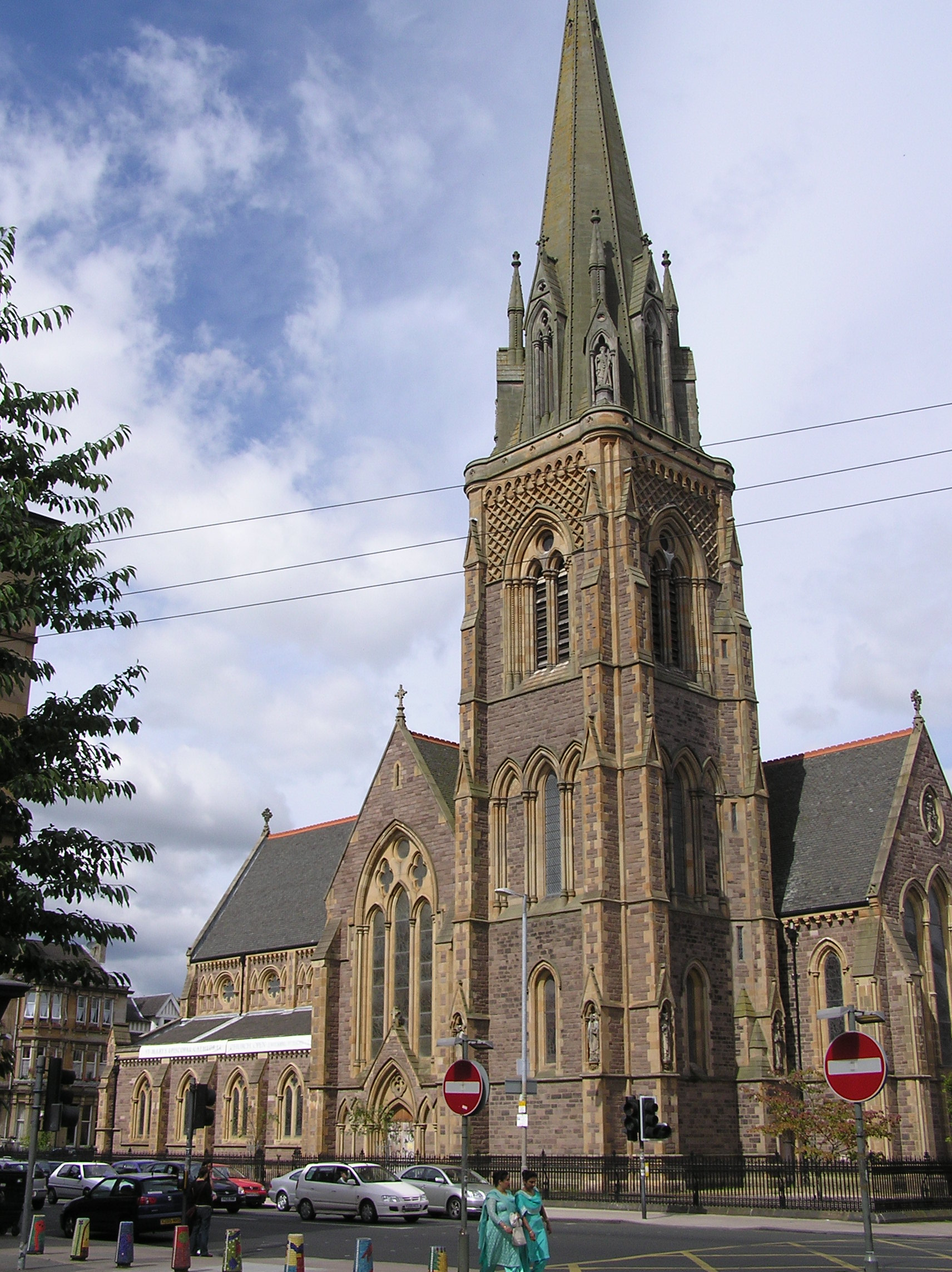
聖マリア大聖堂 (グラスゴー)

聖マリア大聖堂（せいまりあだいせいどう、英語: St Mary's Cathedral, Glasgow）は、イギリスのスコットランドの都市グラスゴーにある大聖堂で、スコットランド聖公会のグラスゴー・ガロウェイ教区（Diocese of Glasgow and Galloway）の主教座聖堂である。

## 概要
聖マリア大聖堂（スコットランド・ゲール語：Cathair-eaglais Naomh Moire）は、スコットランド聖公会の大聖堂である。スコットランドの第二の大都市・グラスゴーの西端のグレート・ウエスタン・ロードにある。現在の建物は1871年11月9日に聖マリア聖公会教会としてオープンし、1893年に尖塔ができあがって完成した。設計はギルバート・スコット卿。
この教会は1908年に、大聖堂の地位に引き上げられた。大聖堂の高さは63メートルである。指定建造物A類の建物として保護されている。
グラスゴーにある他の大聖堂には、聖アンデレ大聖堂（カトリック）、聖ルカ大聖堂（東方正教会）、それからグラスゴー大聖堂（長老派）がある。

## 参照項目
- スコットランド聖公会
- オールド・セント・ポール教会 (エディンバラ)
- 聖マリア大聖堂 (エディンバラ)